# عزيز زهير
عزيز زهير (26 أبريل 1953 - 31 يوليو 2022)، هو رجل أعمال تونسي وصاحب شركة سانسيلا، تولى رئاسة نادي الترجي الرياضي التونسي (2004-2007) خلفا لـ سليم شيبوب في فترته فازت الترجي بـالبطولة 2004 الثنائية (كأس و بطولة) 2006 والكأس 2007. قام عزيز زهير برعاية عديد من الرياضيين بسم شركته سانسيلا مثل لاعبة كرة اليد منى شباح وبطلة العالم في المبارزة بالسيف سارة بسباس و لاعبة التنس أنس جابر.

## روابط خارجية
- عزيز زهير على موقع رابطة محترفي التنس (الإنجليزية)
- عزيز زهير على موقع الاتحاد الدولي لكرة المضرب (الإنجليزية)
- عزيز زهير على موقع خلاصة التنس.كوم (الإنجليزية)